# Tambourin (Tanz)
Der Tambourin ist ein französischer Bühnentanz aus dem Hochbarock.
Ursprünglich bezeichnet das Wort einen Typ von Trommel und entwickelte sich am Theater zu einem Metonym eines Tanzes für Darsteller von Seeleuten oder Gondolieri. Alcione von Marin Marais enthält mit dem Air de matelots ein Stück, das einige der vielen Taktarten aufzeigt: 6/8, 2 und 4/8. Mitunter enthält eine Partitur einen Hinweis, dass zu trommeln ist, oder die Melodie soll von kleinen Flöten gespielt werden, wie bei jener Volksmusik, in der der Spieler einhändig flötet und einhändig trommelt. Solotänzer, Paare oder Gruppen kamen in Betracht für den sehr schnellen Tanz, der von den 1720ern an im 2/4-Takt stand, hauptsächlich mit Achtelnoten.  In den ersten Jahrzehnten des 18. Jahrhunderts kam der Tambourin in den französischen Opern nur gelegentlich vor. 1732 präsentierte Marie-Anne Cupis de Camargo den Tanz am Ende des entrée du Bal in André Campras Ballett-Oper Les fêtes vénitiennes. Anschließend trugen „La Camargo“ und Jean-Philippe Rameau mit ihrem Einfluss dazu bei, dass von den 1730er Jahren an der Tambourin sich durchsetzte.